# Victorien Bruguier
Pour les articles homonymes, voir Bruguier.
Victorien Bruguier est un syndicaliste français né le 18 octobre 1858 à Montclus et mort le 28 décembre 1944.

## Biographie
Tailleur de profession, Victorien Bruguier est cofondateur de la chambre syndicale des tailleurs et coupeurs d'habits, en 1879, puis de la Bourse du travail de Nîmes en 1887. Les 7 et 8 février 1892, il participe au congrès constitutif de la Fédération des Bourses du travail, tenu à Saint-Étienne. Il participe également aux congrès de 1895 et 1902. À chaque fois, il y défend une ligne modérée. Il est le premier secrétaire de la fédération ouvrière de l'Habillement constituée en 1893.
Militant socialiste possibiliste, il est conseiller municipal de Nîmes de 1888 à 1896, élu sur une liste allant des socialistes aux républicains modérés, opposé à la liste « réactionnaire ». Il fait adopter, par le conseil municipal, la gratuité des fournitures scolaires et la création d'une Bourse du travail. En 1889 et 1900, il est délégué aux expositions universelles tenues à Paris. À partir de 1899, Victorien Bruguier est également président de l'Université populaire, qu'il a fondée.
Il est le père de Georges Bruguier.

## Publications
- Étude historique sur la Bourse du travail et son utilité économique, 1890
- L'Action ouvrière, 1900
- La Bourse du travail de Nîmes 1887-1906, 1925